# 四倉町上仁井田
四倉町上仁井田（よつくらまち かみにいだ）は、福島県いわき市の大字である。郵便番号は979-0202。

## 地理
いわき市北東部の四倉地区に属する。北で四倉町、南で四倉町下仁井田、西で四倉町塩木、北西で四倉町戸田とそれぞれ隣接する。概ね町村制施行以前の磐城郡上仁井田村の流れを汲む地域である。東に太平洋を臨む沿岸部の地域であり、二級水系夏井川水系仁井田川河口周辺の左岸流域を主な範囲とする。海岸沿いからJR常磐線にかけての範囲は四倉市街地の南側に隣接する地域として住宅地が広がり、中央を貫く国道6号に沿い商業施設も立地している。常磐線を挟んで反対側に当たる北西側の主に川沿いの地域は水田が広がる。内郷御厩町内に所在するいわき中央警察署及び四倉町に所在する平消防署四倉分署がそれぞれ管轄にあたる。

### 主な字
字
- 東山
- 北浜
- 蒲沼
- 横川
- 鰻沼

- 砂田
- 南浜
- 前原
- 雁又
- 北姥田

- 南姥田
- 東ノ内
- 家ノ前
- 松葉
- 折敷田

- 南細谷
- 北細谷
- 夕円
- 九反坪
- 千歳

- 穴狐原
- 内城
- 矢ノ田
- 岸前
- 鬼越

### 河川
- 夏井川
  - 仁井田川

## 歴史
- 1879年1月27日 - 笠間藩領上仁井田村が福島県内における郡区町村制の施行により磐城郡の村となる[4]。
- 1889年4月1日 - 町村制の施行により上仁井田村が大森村、細谷村、狐塚村、名木村、長友村、下仁井田村、塩木村と合併し、大浦村が成立し、旧上仁井田村域は大浦村の大字となる。[4]。
- 1896年4月1日 - 磐城郡と周辺郡との合併により石城郡が発足し、石城郡大浦村となる[4]。
- 1955年3月10日 - 大浦村が四ツ倉町、大野村と合併し、四倉町が発足し、四倉町の大字となる[4]。
- 1966年10月1日 - 四倉町が平市・磐城市・常磐市・勿来市・内郷市、石城郡小川町・遠野町・川前村・田人村・好間村・三和村、双葉郡久之浜町・大久村と合併しいわき市となり、いわき市四倉地区の大字となる[4]。

## 世帯数と人口
2023年10月31日現在の世帯数と人口は以下の通りである。
| 大字           | 世帯数   | 人口   |
| -------------- | -------- | ------ |
| 四倉町上仁井田 | 1764世帯 | 4058人 |

## 小・中学校の学区
市立小・中学校に通う場合、学区は以下の通りとなる。
| 番地                              | 小学校               | 中学校               |
| --------------------------------- | -------------------- | -------------------- |
| 下記を除く全域                    | いわき市立大浦小学校 | いわき市立四倉中学校 |
| 東山（134番地の1～2、134番地の4） | いわき市立四倉小学校 | いわき市立四倉中学校 |

## 交通

### 鉄道
- JR常磐線

### 道路
- 国道6号
  - 松葉橋
- 福島県道382号豊間四倉線

## 施設
- ダイユーエイト 四倉店
- ダイソー いわき四倉店
- ツルハドラッグ いわき四倉店
- 市営四倉南団地
- 八地蔵尊
- 最勝院
- 八坂神社
- 滝津比古神社
- 諏訪神社